# Castelo Ormacleit

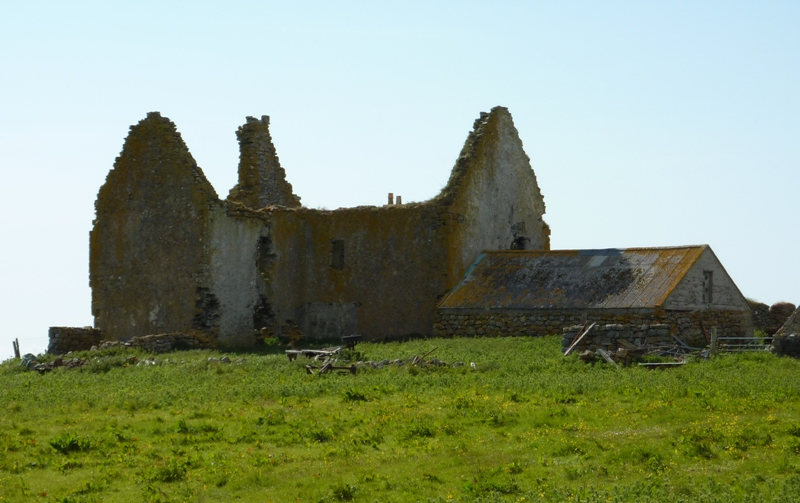
Castelo Ormacleit, Escócia

O Castelo Ormacleit (em inglês:  Ormacleit Castle) é um castelo atualmente em ruínas do século XVIII localizado em South Uist, Hébridas Exteriores, Escócia.

## História
Foi construído em 1701, tendo ficado desabitado desde 1707, sendo destruído por um incêndio durante as Levantes jacobitas em 1715.
Encontra-se classificado na categoria "B" do "listed building" desde 5 de outubro de 1971.